# Leopoldo Mountbatten
Leopold Arthur Louis Mountbatten (Castello di Windsor, 21 maggio 1889 – Kensington Palace, 23 aprile 1922) è stato un membro della famiglia principesca di Battenberg e della famiglia reale britannica.

## Biografia
Suo padre era il principe Enrico di Battenberg, figlio del principe Alessandro d'Assia e del Reno e Julia nata contessa di Hauke. Sua madre era la principessa Beatrice del Regno Unito, la quinta figlia e ultimogenita della regina Vittoria e il principe Alberto.
Leopoldo era emofiliaco, malattia ereditata da sua madre.
Durante la prima guerra mondiale, Giorgio V decise di cambiare il nome della casa reale dal germanico Casa di Sassonia-Coburgo-Gotha al più inglese Casa di Windsor. Il re rinunciò a tutti i suoi titoli germanici per sé e per tutti i membri della famiglia reale britannica che erano cittadini britannici. Leopoldo cambiò il suo nome da Battenberg a Mountbatten.

## Morte
Leopoldo morì il 23 aprile 1922, durante un'operazione all'anca. È sepolto nel Royal Burial Ground, Frogmore.

## Titoli
- 21 maggio 1889-14 luglio 1917: Sua Altezza il Principe Leopoldo di Battenberg; in Germania: Sua Altezza Serenissima il Principe Leopoldo di Battenberg;
- 14 luglio-settembre 1917: Sir Leopold Mountbatten;
- Settembre 1917-23 aprile 1922: Lord Leopold Mountbatten;

## Ascendenza
|                                     |                                     |                                                 | Genitori                                        |  |  | Nonni |  |  | Bisnonni         |  |  | Trisnonni       |  |
|                                     |                                     |                                                 |                                                 |  |  |       |  |  | Luigi II d'Assia |  |  | Luigi I d'Assia |  |
|                                     |                                     |                                                 |                                                 |  |  |       |  |  | Luigi II d'Assia |  |  | Luigi I d'Assia |  |
|                                     |                                     | Luisa d'Assia-Darmstadt                         |                                                 |  |  |       |  |  | Luigi II d'Assia |  |  |                 |  |
| Alessandro d'Assia                  |                                     |                                                 |                                                 |  |  |       |  |  | Luigi II d'Assia |  |  |                 |  |
|                                     |                                     | Guglielmina di Baden                            | Carlo Luigi di Baden                            |  |  |       |  |  |                  |  |  |                 |  |
|                                     |                                     | Guglielmina di Baden                            | Carlo Luigi di Baden                            |  |  |       |  |  |                  |  |  |                 |  |
|                                     |                                     | Guglielmina di Baden                            | Amalia d'Assia-Darmstadt                        |  |  |       |  |  |                  |  |  |                 |  |
| Enrico di Battenberg                |                                     | Guglielmina di Baden                            |                                                 |  |  |       |  |  |                  |  |  |                 |  |
|                                     |                                     | Hans Moritz von Hauke                           | Friedrich Carl Emanuel Hauke                    |  |  |       |  |  |                  |  |  |                 |  |
|                                     |                                     | Hans Moritz von Hauke                           | Friedrich Carl Emanuel Hauke                    |  |  |       |  |  |                  |  |  |                 |  |
|                                     |                                     | Hans Moritz von Hauke                           | Maria Salomé Schweppenhäuser                    |  |  |       |  |  |                  |  |  |                 |  |
| Julia von Hauke                     |                                     | Hans Moritz von Hauke                           |                                                 |  |  |       |  |  |                  |  |  |                 |  |
|                                     |                                     | Sophie Lafontaine                               | Franz Lafontaine                                |  |  |       |  |  |                  |  |  |                 |  |
|                                     |                                     | Sophie Lafontaine                               | Franz Lafontaine                                |  |  |       |  |  |                  |  |  |                 |  |
|                                     |                                     | Sophie Lafontaine                               | Maria Theresa Kornély                           |  |  |       |  |  |                  |  |  |                 |  |
| Leopoldo                            |                                     | Sophie Lafontaine                               |                                                 |  |  |       |  |  |                  |  |  |                 |  |
|                                     | Ernesto I di Sassonia-Coburgo-Gotha | Francesco Federico di Sassonia-Coburgo-Saalfeld |                                                 |  |  |       |  |  |                  |  |  |                 |  |
|                                     | Ernesto I di Sassonia-Coburgo-Gotha | Francesco Federico di Sassonia-Coburgo-Saalfeld |                                                 |  |  |       |  |  |                  |  |  |                 |  |
|                                     | Ernesto I di Sassonia-Coburgo-Gotha | Augusta di Reuss-Ebersdorf                      |                                                 |  |  |       |  |  |                  |  |  |                 |  |
| Alberto di Sassonia-Coburgo-Gotha   | Ernesto I di Sassonia-Coburgo-Gotha |                                                 |                                                 |  |  |       |  |  |                  |  |  |                 |  |
|                                     |                                     | Luisa di Sassonia-Gotha-Altenburg               | Augusto di Sassonia-Gotha-Altenburg             |  |  |       |  |  |                  |  |  |                 |  |
|                                     |                                     | Luisa di Sassonia-Gotha-Altenburg               | Augusto di Sassonia-Gotha-Altenburg             |  |  |       |  |  |                  |  |  |                 |  |
|                                     |                                     | Luisa di Sassonia-Gotha-Altenburg               | Luisa Carlotta di Meclemburgo-Schwerin          |  |  |       |  |  |                  |  |  |                 |  |
| Beatrice di Gran Bretagna e Irlanda |                                     | Luisa di Sassonia-Gotha-Altenburg               |                                                 |  |  |       |  |  |                  |  |  |                 |  |
|                                     |                                     | Edoardo Augusto di Hannover                     | Giorgio III di Gran Bretagna                    |  |  |       |  |  |                  |  |  |                 |  |
|                                     |                                     | Edoardo Augusto di Hannover                     | Giorgio III di Gran Bretagna                    |  |  |       |  |  |                  |  |  |                 |  |
|                                     |                                     | Edoardo Augusto di Hannover                     | Carlotta di Meclemburgo-Strelitz                |  |  |       |  |  |                  |  |  |                 |  |
| Vittoria del Regno Unito            |                                     | Edoardo Augusto di Hannover                     |                                                 |  |  |       |  |  |                  |  |  |                 |  |
|                                     |                                     | Vittoria di Sassonia-Coburgo-Saalfeld           | Francesco Federico di Sassonia-Coburgo-Saalfeld |  |  |       |  |  |                  |  |  |                 |  |
|                                     |                                     | Vittoria di Sassonia-Coburgo-Saalfeld           | Francesco Federico di Sassonia-Coburgo-Saalfeld |  |  |       |  |  |                  |  |  |                 |  |
|                                     |                                     | Vittoria di Sassonia-Coburgo-Saalfeld           | Augusta di Reuss-Ebersdorf                      |  |  |       |  |  |                  |  |  |                 |  |
|                                     |                                     | Vittoria di Sassonia-Coburgo-Saalfeld           |                                                 |  |  |       |  |  |                  |  |  |                 |  |